# Sternův–Gerlachův experiment
Sternův–Gerlachův experiment je experiment kvantové mechaniky při němž bylo zjištěno, že prostorová orientace momentu hybnosti je kvantovaná. Experiment prokázal, že systémy o velikosti atomů mají skutečně kvantované vlastnosti a že měření v kvantové mechanice má vliv na měřený systém. V prvním experimentu byly vysílány atomy stříbra přes nerovnoměrné magnetické pole, které je vychýlí předtím, než zasáhnou detektor. Mohou být ale použity i jiné druhy částic. V případě, že částice mají magnetický moment související s jejich momentem hybnosti, gradient magnetického pole je odchyluje od přímé dráhy. Na detektoru vidíme diskrétní body spíše než rovnoměrné rozdělení, a to proto, že spin částic má kvantovou povahu. Tento experiment přesvědčil většinu fyziků o tom, že moment hybnosti je kvantovaný na rozměrech atomů.
Experiment v roce 1922 poprvé provedli Otto Stern a Walther Gerlach.

## Základní teorie a popis
Sternův–Gerlachův experiment zahrnuje posílání svazku částic přes nehomogenní magnetické pole a pozorování ohybu částic v tomto magnetickém poli. Výsledky ukazují, že částice mají vnitřní moment hybnosti, analogický s momentem hybnosti klasických objektů, avšak tento vnitřní moment nabývá pouze některých kvantovaných hodnot. Dalším důležitým výsledkem je, že může být najednou měřena pouze jedna složka spinu částice, což znamená, že měření spinu podél osy „z“ ničí informaci o spinu částice podél os „x“ a „y“.
Experiment se obvykle provádí za pomoci elektricky neutrálních částic nebo atomů. To vyloučí deformace dráhy způsobené pohybem nabitých částic v magnetickém poli a umožní sledovat pouze efekty spinu. Například provedení experimentu s volnými elektrony je neproveditelné. Je-li částice klasický točící se dipól, bude vykazovat precesní pohyb v magnetickém poli, protože magnetické pole vytváří točivý moment dipólu. V případě, že jde o pohyb skrze homogenní magnetické pole, síly působící na opačných koncích dipólu se vzájemně vyruší a dráha částice zůstane nedotčená. V případě, že jde o nehomogenní magnetické pole, pak na jednom konci dipólu bude působit větší síla než na druhém a dojde k vychýlení částice. Pokud jsou částice klasické točící se dipóly, pak lze očekávat, že rozdělení vektorů momentu hybnosti bude náhodné a spojité. Každá částice se vychýlí o jinou hodnotu vyvolávající spojité rozdělení na obrazovce detektoru.
Místo toho bylo pozorováno, že částice jsou vychýleny buď nahoru nebo dolů o určitou hodnotu. Jednalo se o měření kvantové vlastnosti později známé jako spin (vnitřní moment hybnosti), což prokázalo možné výsledky experimentů při nichž byly pozorovány diskrétní soubory hodnot nebo body spektra. Ačkoli byly již dříve známy některé diskrétní kvantové jevy, jako atomová spektra, Sternův–Gerlachův experiment umožnil vědcům poprvé pozorovat odstup mezi diskrétními kvantovými stavy.
Od chvíle provedení experimentu (1922) je známo, že kvantový moment hybnosti jakéhokoli druhu má diskrétní spektrum, což se někdy vyjadřuje tak, že je moment hybnosti kvantován.
Pokud se experiment provádí s elektricky nabitými částicemi jako jsou elektrony, bude zde působit Lorentzova síla, která má tendenci ohýbat trajektorii částic do kruhu. Tato síla může být zrušena v elektrickém poli vhodné velikosti orientovaném napříč k dráze nabitých částic.
Elektrony mají poločíselný spin. Mají jen dvě možné hodnoty spinu měřené podél kterékoli osy +ħ/2 nebo −ħ/2. Vzhledem k tomu, že hodnota je vždy stejná, je to považováno za vnitřní vlastnost elektronů a jev je někdy znám jako vnitřní moment hybnosti (pro odlišení od běžného momentu hybnosti, který může záviset na přítomnosti dalších částic).
Pro matematický popis experimentu částic s poločíselným spinem je nejjednodušší použít Diracovu notaci. Jak částice procházejí experimentálním zařízením, jsou pozorovány na detektoru jak se stočily buď nahoru nebo dolů (jde správněji o směr precese než o směr spinu). Tyto stavy jsou popsány v kvantovém čísel celkového momentu hybnosti j, které může nabývat pouze dvou povolených hodnot, buď +ħ/2 nebo −ħ/2. Akt pozorování (měření) hybnosti podél osy „z“ odpovídá operátoru Jz. V matematických termínech, počáteční stav částic je:
{\displaystyle |\psi \rangle =c_{1}\left|\psi _{j=+{\frac {\hbar }{2}}}\right\rangle +c_{2}\left|\psi _{j=-{\frac {\hbar }{2}}}\right\rangle },
kde konstanty c1 a c2 jsou komplexní čísla. Tento počáteční stav může být ve skutečnosti v libovolném směru. Mocnina absolutních hodnot (|c1|2 a |c2|2) určuje pravděpodobnost, že pro systém v počátečním stavu {\displaystyle |\psi \rangle } se realizuje jedna ze dvou možných hodnot j. Tyto konstanty musí být normalizovány tak, aby pravděpodobnost nalezení jedné z hodnot byla rovna jedné. Nicméně, tato informace není dostatečná pro stanovení hodnot c1 a c2, protože jde o komplexní čísla. Z tohoto důvodu měření poskytuje pouze čtvercové hodnoty jakékoli konstanty, které jsou interpretovány jako pravděpodobnosti.

## Historie
Sternův–Gerlachův experiment byl proveden ve Frankfurtu nad Mohanem v Německu v roce 1922 Waltherem Gerlachem a Otto Sternem. V té době byl Stern asistentem Maxe Borna na Univerzitě Johanna Wolfganga Goetheho ve Frankfurtu na institutu pro teoretickou fyziku. Gerlach byl asistentem na téže univerzitě, ale na ústavu pro experimentální fyziku.
V době provedení experimentu byl nejrozšířenějším modelem atomů Bohrův model, který popisoval elektrony jako částice obíhající kolem kladně nabitého jádra pouze v určitých jednotlivých atomových orbitalech, nebo energetických hladinách. Vzhledem k tomu, elektron byl kvantován jen v určitých pozicích v prostoru, separace do různých oběžných drah byla označována jako prostorové kvantování. Sternův–Gerlachův experiment měl testovat Bohrovu–Sommerfeldovu hypotézu, že směr momentu hybnosti stříbrného atomu je kvantovaný.
Experiment byl proveden několik let předtím, než George Uhlenbeck a Samuel Goudsmit formulovali hypotézu o existenci spinu elektronu. Ukázalo se, že výsledek experimentu je v souladu s existencí částic s poločíselným spinem, proto měl být experiment považován za důkaz Bohrovy–Sommerfeldovy hypotézy.
V roce 1927 experiment zopakovali T. E. Philips a J. B. Taylor, tentokrát s vodíkovými atomy v základním stavu, čímž eliminovali jakékoli pochybnosti, které mohly být vzneseny kvůli použití atomů stříbra v původním experimentu. V roce 1926 předpovídala nerelativistická Schrödingerova rovnice nesprávně nulový magnetický moment vodíku v základním stavu. Tento nesoulad řešil ručně Wolfgang Pauli zavedením Pauliho matice, kterou roku 1928 použil Paul Dirac jako jednu z charakteristik své relativistické rovnice.

## Význam experimentu
Sternův–Gerlachův experiment silně ovlivnil vývoj moderní fyziky v následujících případech
- V dalším desetiletí fyzikové prokázali, že i jádra některých atomů mají kvantovaný moment hybnosti. Dochází k vzájemnému působení tohoto jaderného momentu hybnosti a spinu elektronu, které je zodpovědné za hyperjemné struktury spektroskopických linek.
- V roce 1930 prokázal Isidor Isaac Rabi za pomoci prodloužené verze Sternova–Gerlachova přístroje, že pomocí měnícího se magnetického pole lze přinutit magnetický moment přejít z jednoho stavu do druhého. Série pokusů vyvrcholila roku 1937, kdy bylo zjištěno, že přechod stavů můžeme docílit použitím časově proměnného pole nebo radiofrekvenčního pole. Takzvaná Rabiho oscilace je pracovním mechanismem zařízení magnetické rezonance používané v nemocnicích.
- Norman Foster Ramsey dále upravil Rabiho přístroj a prodloužil dobu interakce s polem. Extrémní citlivost zařízení vzhledem k frekvenci činí zařízení velmi užitečným pro udržování času, je například používáno v atomových hodinách.
- Na počátku 60. let použili Ramsey a Daniel Kleppner Sternův–Gerlachův systém jako zdroj polarizovaného vodíku pro vodíkový maser, což je jeden z nejoblíbenějších typů atomových hodin.
- Přímé pozorování spinu je přímým důkazem kvantování v kvantové mechanice.
- Experiment se stal paradigmatem kvantového měření.